# Iholdy
Iholdy (en francés y oficialmente, Iholdi en euskera, Yoldi en español) es una localidad y comuna francesa, situada en el departamento de Pirineos Atlánticos, en la región de Aquitania. Pertenece al territorio histórico vascofrancés de Baja Navarra. Se encuentra atravesada por el río Bidouze.
Administrativamente también depende del Distrito de Bayona y del Cantón de País de Bidache, Amikuze y Ostibarre.

## Heráldica
En campo de oro, una banda de azur.

## Demografía
| Gráfica de evolución demográfica de Iholdy entre 1800 y 2012 |
|                                                              |

## Apellido
Este pueblo es el origen del apellido toponímico español «Yoldi» frecuente en Navarra (menos en Álava, Guipúzcoa y Zaragoza) según datos del Instituto Nacional de Estadística. Tenían este apellido Luis Orgaz Yoldi, Miguel Yoldi y Jesús Yoldi Bereau entre otros.